# Концерт для флейты с оркестром (Нильсен)
Концерт для флейты с оркестром, FS 119 ― произведение Карла Нильсена, написанное в 1926 году для Хольгера Жильбера-Есперсена (1890–1975), флейтиста Копенгагенского духового квинтета.

## История создания
В 1921 году Нильсен услышал, как Копенгагенский духовой квинтет репетирует музыку Моцарта. Группа произвела впечатление на композитора, и в том же году специально для этого ансамбля он написал квинтет. Нильсен пообещал, что напишет по концерту для каждого участника ансамбля, и начал с сочинения концерта для флейты с оркестром.
Нильсен начал работу над произведением во время путешествия по Германии и Италии в августе 1926 года, намереваясь дать его премьеру в Париже 21 октября. Из-за длительной болезни желудка композитор не успел закончить работу вовремя и был вынужден в спешке придумать концовку сочинения. Произведение было впервые исполнено Оркестром концертного общества Парижской консерватории под управлением Эмиля Тельманьи.
Полностью концерт впервые прозвучал 25 января 1927 года в Копенгагене.

## Критика
В целом работа была положительно воспринята слушателями. Например, Поль Ле Флем отзывался о произведении: «Концерт для флейты с оркестром, блестяще исполненный г-ном Хольгером Жильбером Есперсеном, является самой последней работой г-на Нильсена. В нём присутствует пикантность, энергия, и к тому же он не лишён юмора». Ян Мейергейм высказал другое мнение о сочинении: «Концерт для флейты, хорошо сыгранный господином Есперсеном, меня совершенно не взволновал; он был выше моего понимания». Сам Нильсен сказал, что исполнение этого концерта было одним из величайших событий в его жизни. Сообщалось, что на премьере присутствовали композиторы Морис Равель и Артур Онеггер, который сказал: «Знаменитый оркестр консерватории играл великолепно, а концерт для флейты был исполнен мастерски».

## Музыка
Концерт написан для флейты, двух гобоев, двух кларнетов, двух фаготов, двух валторн, бас-тромбона, литавр и струнных. Композиция отражает модернистские тенденции 1920-х годов и лишена тональной стабильности. Произведение состоит из двух частей:
- Allegro moderato

- Allegretto un poco – Adagio ma non troppo – Allegretto – Poco adagio – Tempo di marcia